# Owen Sound
Owen Sound è un comune del Canada, situato nella provincia dell'Ontario, nella contea di Grey.